# エクスプローラー4号
エクスプローラー4号（英: Explorer 4、Satellite 1958 Epsilon）は1958年7月6日に打ち上げられたアメリカ合衆国の人工衛星。
アメリカ国防総省の国防高等研究計画局は当初、地球の磁気圏、特にヴァン・アレン帯とその帯上での核爆発の影響の研究目的で2つの人工衛星を打ち上げることを計画していた。しかし、実際打ち上げられたのはエクスプローラー4号のみであった。
エクスプローラー4号は円柱状の形をしており、初めてエネルギー粒子（陽子/電子）の詳細な観測を行うための装置を搭載していた。予期せぬ衛星の回転運動により、検出器データの解釈が非常に困難になった。
低出力送信機とプラスチック・シンチレーター探知器は、1958年9月3日に故障した。2本のガイガー･ミュラー管とヨウ化セシウム鉱石検波器は、1958年9月19日まで正常に作動した。高出力送信機は、1958年10月5日に信号を停止。電動バッテリーの消耗がこれらの原因だと考えられている。衛星は、454日後の1959年9月3日に軌道減衰した。 